# ناتالیا پتروسیووا
ناتالیا پتروسیووا (روسی: Ната́лья Анато́льевна Петрусёва؛ زادهٔ ۲ سپتامبر ۱۹۵۵) اسکیت‌باز سرعت زن اهل اتحاد جماهیر شوروی سوسیالیستی است.
وی در مسابقات کشوری و بین‌المللی در مجموع برندهٔ ۱ مدال طلا، ۳ مدال برنز شده‌است.